# Lista chorążych reprezentacji Malediwów na igrzyskach olimpijskich
Lista chorążych reprezentacji Malediwów na igrzyskach olimpijskich – lista zawodników i zawodniczek reprezentacji Malediwów, którzy podczas ceremonii otwarcia nowożytnych igrzysk olimpijskich nieśli flagę Malediwów.

## Chronologiczna lista chorążych
| Lp. | Rok i miejsce   | Chorąży                        | Dyscyplina    |
| --- | --------------- | ------------------------------ | ------------- |
| 1   | 1988, Seul      | Hussein Haleem                 | Lekkoatletyka |
| 2   | 1992, Barcelona | b.d.                           |               |
| 3   | 1996, Atlanta   | Ahmed Shageef                  | Lekkoatletyka |
| 4   | 2000, Sydney    | Naseer Ismail                  | Lekkoatletyka |
| 5   | 2004, Ateny     | Sultan Saeed                   | Lekkoatletyka |
| 6   | 2008, Pekin     | Aminath Rouya Hussain          | pływanie      |
| 7   | 2012, Londyn    | Mohamed Ajfan Rasheed          | Badminton     |
| 8   | 2016, Rio       | Aminath Shajan                 | pływanie      |
| 9   | 2020, Tokio     | Fathimath Nabaaha Abdul Razzaq | Badminton     |
| 9   | 2020, Tokio     | Mubal Azzam Ibrahim            | Badminton     |